# Tsukumogami
Tsukumogami (jap. 付喪神 tsukumo-gami; duchy przedmiotów) – rodzaj japońskich duchów i straszydeł.

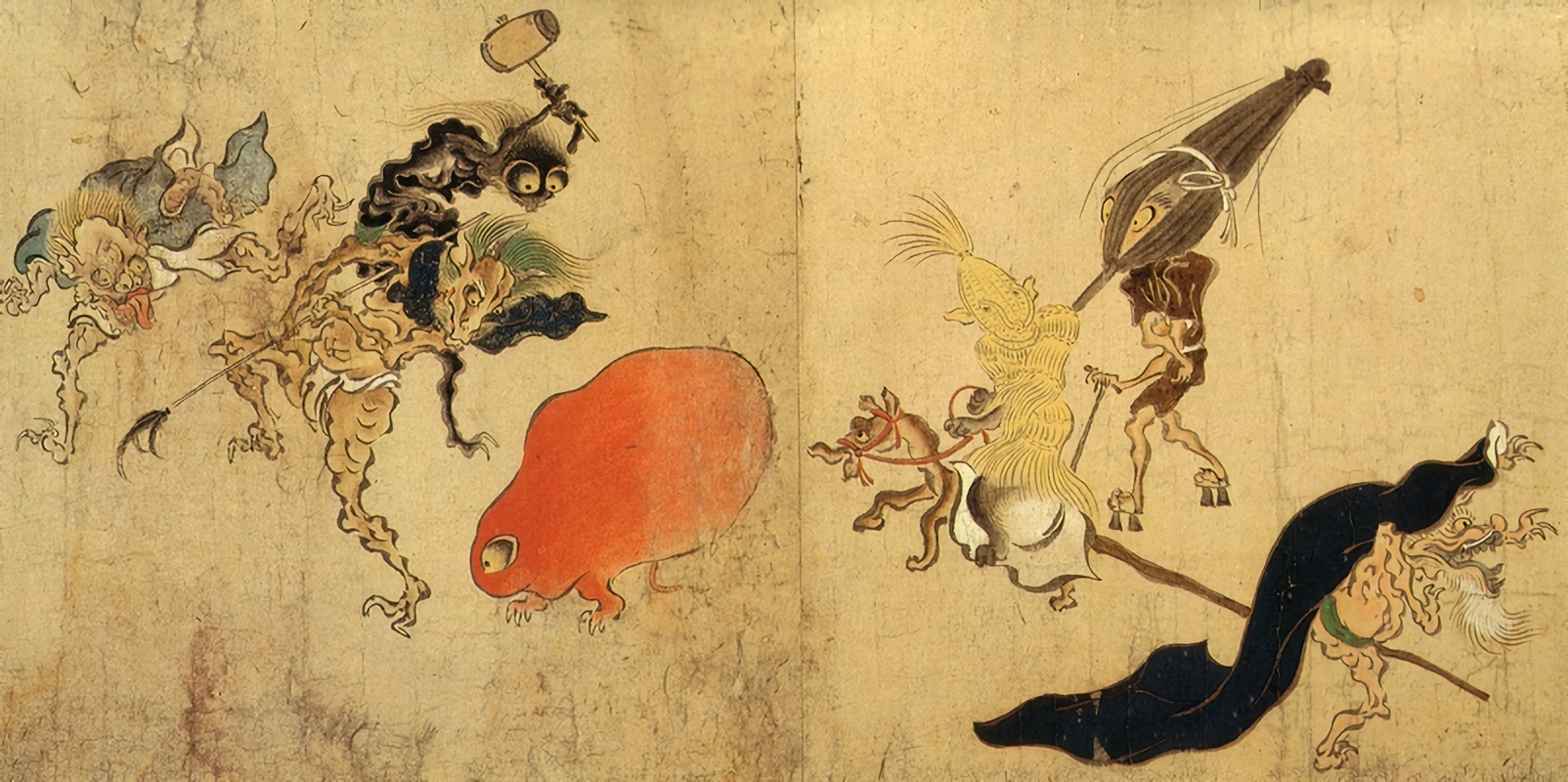
Tsukumogami z Hyakki-yakō-emaki

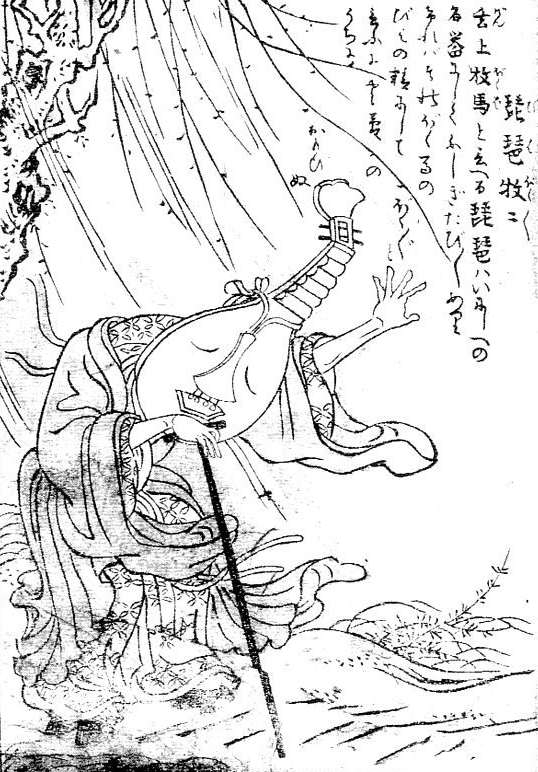
Biwa-bokuboku z Gazu-hyakki-tsurezure-bukuro, autorstwa Sekiena Toriyamy)

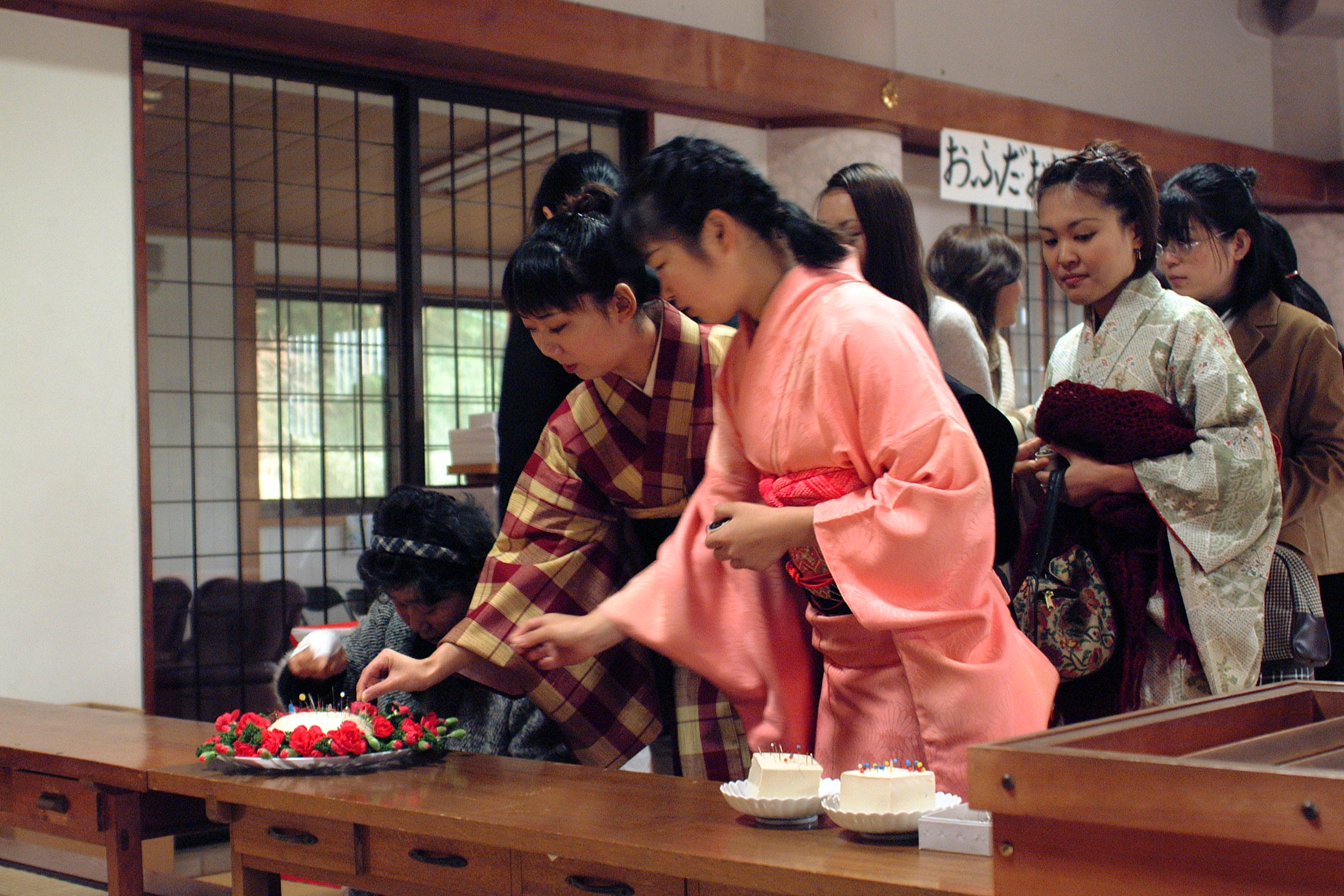
Hari-kuyō

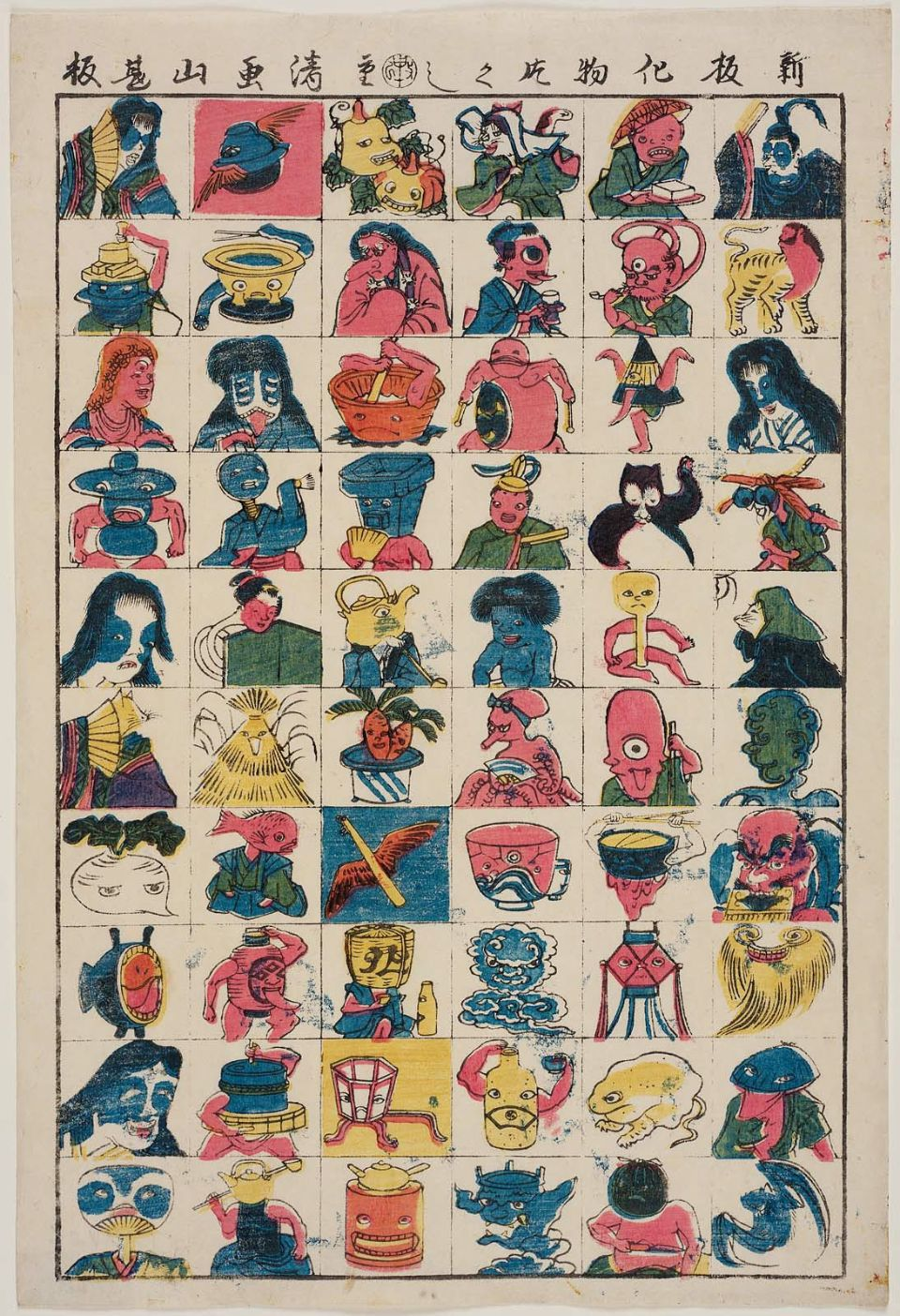
Shigekiyo Utagawa, Tsukumogami i yōkai

W okresie Muromachi (1336–1573) powstał ilustrowany zwój Tsukumogami-emaki ('Ilustrowany zwój prezentujący duchy/strachy przedmiotów domowych'). Przedstawia on historię starych przedmiotów, które zostały wyrzucone przy drodze. Rozgoryczone ludzką niewdzięcznością za wierną służbę, postanawiają się zemścić i w noc równonocy wiosennej wyruszają do miasta. Historia ta wiąże się z buddyjskimi wierzeniami Japończyków, iż także przedmioty martwe mają dusze.
Zagniewane, nieużyteczne, zniszczone, stare przedmioty codziennego użytku stają się straszydłami o nazwie tsukumogami, czyli – według legend japońskich – jednym z rodzajów upiorów yōkai. Tsukumogami uważane są za duchy i nadnaturalne istoty, a nie zaczarowane przedmioty. Najpopularniejszy artysta zajmujący się tym tematem, Sekien Toriyama, dodał te stworzenia do tworzonego przez siebie ilustrowanego katalogu yōkai.

## Opis
Tsukumogami radykalnie różnią się wyglądem, w zależności od przedmiotu, z którego powstały. Niektóre z nich, jak te pochodzące z papierowych lampionów lub zniszczonych sandałów, mogą mieć łzy w oczach lub ostre zęby. Inne, jak różańce lub filiżanki, mogą mieć uśmiechnięte twarze i kończyny, dzięki czemu ukazują się jako przyjazne istoty.
Choć tsukumogami zazwyczaj są nieszkodliwe i co najwyżej okazjonalnie płatają figle, mogą zaatakować niczego nie podejrzewające ofiary. Jak ukazano w otogizōshi ('bajki', forma literatury rozrywkowej; krótkie opowiadania, często barwnie ilustrowane, służyły do czytania indywidualnego lub słuchania) można doprowadzić je do gniewu, a one będą się zrzeszać, aby mścić się na tych, którzy traktują je jako niepotrzebne lub bezmyślnie je wyrzucają.
Takim przykładem zapobiegania ewentualnym nieszczęściom jest wyjątkowa, poważna ceremonia o nazwie hari-kuyō, odnosząca się do starych, czy połamanych szpilek i igieł. Kobiety (czasem mężczyźni) elegancko ubrane wbijają swoje zużyte igły i szpilki w galaretowate kawałki tofu lub konnyaku, ustawiane na małym ołtarzyku, na dziedzińcu świątyni buddyjskiej lub chramu shintō.
Ta starożytna ceremonia trwająca od ponad czterystu lat łączy profesjonalistów z dziedziny mody: projektantów, krawców, producentów kimon, studentów mody, a także gospodyń domowych, które lubią szyć. Każdy może wyrazić swoją wdzięczność za igły i szpilki, które umożliwiły im stworzenie ich pracy, a także modlić się o przyszłe, udane dzieła i prosić o więcej umiejętności.
Hari-kuyō odbywa się corocznie 8 lutego w regionie Kantō, a 8 grudnia w Kansai.
Ludzie uważają, że nowoczesne przedmioty nie mogą stać się tsukumogami, powodem tego jest to, że odpycha je energia elektryczna.

## Rodzaje tsukumogami
Najbardziej znane:
- abumi-guchi: strzemię;
- bake-zōri: słomiane sandały;
- biwa-bokuboku: biwa;
- boroboro-ton: futon (posłanie w stylu japońskim);
- chōchin-obake: papierowy lampion;
- furu-utsubo: kołczany łuczników;
- ichiren-bōzu: heroiczny różaniec z otogizōshi;
- ittan-momen: rolka bawełny;
- kameosa: dzbany, naczynia do sake lub wody;
- kasa-obake: parasole;
- kosode-no-te: kimona o krótkich rękawach;
- koto-furunushi: koto (instrument);
- kyōrinrin: zwoje, sutry, książki pokryte kurzem, nieczytane przez właścicieli;
- morinji-no-okama: czajniki na herbatę;
- shami-chōrō: shamisen;
- shiro-uneri: zużyte ścierki do naczyń;
- ungai-kyō: lustra ukazujące demony i monstra;
- yama-oroshi: tarka do rzodkwi.

## W kulturze popularnej
- W filmie animowanym, Hellboy: Sword of Storms, profesor Sakai wysyła kilka tsukumogami po sojuszników Hellboya - Kate Corrigan i Russela Thorne.
- W popularnym MMO, AdventureQuest Worlds, tsukumogami pojawia się na złomowisku.
- Karakasa jest potworem z popularnego MMORPG Ragnarok Online.
- Kilka Pokémonów jest bazowanych na tych demonach.
- W popularnej japońskiej grze Okami gracze otrzymują stuletni miecz Tsukuyomi.
- W grze online zOMG - Gaia Online, wszyscy przeciwnicy są tsukumogami.
- W japońskiej grze Touhou, w części 14 występują siostry Benben i Yatsuhashi Tsukumo, będące biwa-bokuboku i koto-furunushi. Boss Extra Stage - Raiko Horikawa - również jest tsukumogami.